# Windsurf World Cup 2012
Der Windsurf World Cup 2012 begann mit dem Slalom-Event in Reggio Calabria (Italien) am 19. April 2012 in und endete mit dem Super-Grand-Slam auf Sylt (Deutschland) am 7. Oktober 2012.

## World-Cup-Wertungen

### Wave
| Rang | Name                   | Land                   | Punkte |
| ---- | ---------------------- | ---------------------- | ------ |
| 01   | Philip Köster          | Deutschland            | 6300   |
| 02   | Víctor Fernández López | Spanien                | 6135   |
| 03   | Alex Mussolini         | Spanien                | 6069   |
| 04   | Ricardo Campello       | Venezuela              | 6003   |
| 05   | Daniel Bruch           | Deutschland            | 5822   |
| 06   | Thomas Traversa        | Frankreich             | 5822   |
| 07   | Kauli Seadi            | Brasilien              | 5789   |
| 08   | Dario Ojeda            | Spanien                | 5608   |
| 09   | Ross Williams          | Vereinigtes Königreich | 5542   |
| 10   | Klaas Voget            | Deutschland            | 5427   |

| Rang | Name                 | Land        | Punkte |
| ---- | -------------------- | ----------- | ------ |
| 01   | Iballa Ruano Moreno  | Spanien     | 6300   |
| 02   | Daida Ruano Moreno   | Spanien     | 6201   |
| 03   | Karin Jaggi          | Schweiz     | 6069   |
| 04   | Laure Treboux        | Schweiz     | 6003   |
| 05   | Steffi Wahl          | Deutschland | 5937   |
| 06   | Fanny Aubet          | Frankreich  | 5460   |
| 07   | Carmen Afonso Martin | Spanien     | 3772   |
| 07   | Eva Oude Ophuis      | Niederlande | 3772   |
| 09   | Alice Arutkin        | Frankreich  | 3772   |
| 10   | Hester Anderiesen    | Niederlande | 3574   |

### Freestyle
| Rang | Name                   | Land       | Punkte |
| ---- | ---------------------- | ---------- | ------ |
| 01   | Gollito Estredo        | Venezuela  | 6300   |
| 02   | Kiri Thode             | Bonaire    | 6069   |
| 03   | Steven van Broeckhoven | Belgien    | 6069   |
| 04   | Elton Frans            | Bonaire    | 5839   |
| 05   | Everon Frans           | Bonaire    | 5822   |
| 06   | Björn Saragoza         | Bonaire    | 5641   |
| 07   | Anthony Ruenes         | Frankreich | 5592   |
| 08   | Dieter van der Eyken   | Belgien    | 5575   |
| 09   | Youp Schmit            | Bonaire    | 5476   |
| 10   | Philip Soltysiak       | Kanada     | 5443   |

| Rang | Name                      | Land                   | Punkte |
| ---- | ------------------------- | ---------------------- | ------ |
| 01   | Sarah-Quita Offringa      | Aruba                  | 2100   |
| 02   | Laure Treboux             | Schweiz                | 2067   |
| 03   | Arrianne Aukes            | Niederlande            | 2034   |
| 04   | Yolanda Freites de Brendt | Venezuela              | 2001   |
| 05   | Eva Chiochetti            | Italien                | 1952   |
| 05   | Svetlana Martynova        | Russland               | 1952   |
| 07   | Danielle Lucas            | Vereinigtes Königreich | 1886   |
| 07   | Maxime van Gent           | Bonaire                | 1886   |

### Slalom
| Rang | Name              | Land                   | Punkte |
| ---- | ----------------- | ---------------------- | ------ |
| 01   | Antoine Albeau    | Frankreich             | 10302  |
| 02   | Bjørn Dunkerbeck  | Schweiz                | 10071  |
| 03   | Micah Buzianis    | Vereinigte Staaten     | 9774   |
| 04   | Julien Quentel    | Saint-Martin           | 9609   |
| 05   | Ben van der Steen | Niederlande            | 9576   |
| 06   | Josh Angulo       | Kap Verde              | 9378   |
| 07   | Ross Williams     | Vereinigtes Königreich | 9131   |
| 08   | Peter Volwater    | Niederlande            | 9048   |
| 09   | Cyril Moussilmani | Frankreich             | 9048   |
| 10   | Ludovic Jossin    | Spanien                | 8883   |

| Rang | Name                        | Land       | Punkte |
| ---- | --------------------------- | ---------- | ------ |
| 01   | Valérie Arrighetti-Ghibaudo | Frankreich | 6201   |
| 02   | Karin Jaggi                 | Schweiz    | 6201   |
| 03   | Lena Erdil                  | Türkei     | 5937   |
| 04   | Delphine Cousin             | Frankreich | 5904   |
| 05   | Çağla Kubat                 | Türkei     | 5805   |
| 06   | Fanny Aubet                 | Frankreich | 5657   |
| 07   | Greta Benvenuti             | Italien    | 5475   |
| 08   | Melek Toraman               | Türkei     | 4815   |
| 09   | Ceren Yaman                 | Türkei     | 4667   |
| 10   | Alice Arutkin               | Frankreich | 3821   |

## Podestplatzierungen Männer

### Wave
| Datum               | Ort            | 1. Platz        | 2. Platz               | 3. Platz               |
| ------------------- | -------------- | --------------- | ---------------------- | ---------------------- |
| 02.07. – 07.07.2012 | Pozo Izquierdo | Philip Köster   | Víctor Fernández López | Dario Ojeda            |
| 12.07. – 18.07.2012 | El Médano      | Philip Köster   | Alex Mussolini         | Víctor Fernández López |
| 17.09. – 23.09.2012 | Klitmøller     | Thomas Traversa | Philip Köster          | Víctor Fernández López |
| 28.09. – 07.10.2012 | Sylt           | Philip Köster   | Alex Mussolini         | Víctor Fernández López |

### Freestyle
| Datum               | Ort         | 1. Platz        | 2. Platz               | 3. Platz     |
| ------------------- | ----------- | --------------- | ---------------------- | ------------ |
| 27.04. – 01.05.2012 | Podersdorf  | Gollito Estredo | Elton Frans            | Kiri Thode   |
| 20.07. – 30.07.2012 | Costa Calma | Gollito Estredo | Steven van Broeckhoven | Everon Frans |
| 28.09. – 07.10.2012 | Sylt        | Gollito Estredo | Everon Frans           | Kiri Thode   |

### Slalom
| Datum               | Ort                | 1. Platz         | 2. Platz             | 3. Platz         |
| ------------------- | ------------------ | ---------------- | -------------------- | ---------------- |
| 19.04. – 24.04.2012 | Reggio Calabria    | Bjørn Dunkerbeck | Gonzalo Costa Hoevel | Antoine Albeau   |
| 05.05. – 11.05.2012 | Ulsan              | Micah Buzianis   | Antoine Questel      | Ross Williams    |
| 12.06. – 17.06.2012 | Sant Pere Pescador | Bjørn Dunkerbeck | Julien Quentel       | Antoine Albeau   |
| 20.07. – 30.07.2012 | Costa Calma        | Finian Maynard   | Ben van der Steen    | Antoine Albeau   |
| 27.08. – 01.09.2012 | Alaçatı            | Antoine Albeau   | Ben van der Steen    | Bjørn Dunkerbeck |
| 28.09. – 07.10.2012 | Sylt               | Antoine Albeau   | Ross Williams        | Ludovic Jossin   |

## Podestplatzierungen Frauen

### Wave
| Datum               | Ort            | 1. Platz            | 2. Platz           | 3. Platz      |
| ------------------- | -------------- | ------------------- | ------------------ | ------------- |
| 02.07. – 07.07.2012 | Pozo Izquierdo | Iballa Ruano Moreno | Daida Ruano Moreno | Karin Jaggi   |
| 12.07. – 18.07.2012 | El Médano      | Iballa Ruano Moreno | Daida Ruano Moreno | Karin Jaggi   |
| 28.09. – 07.10.2012 | Sylt           | Iballa Ruano Moreno | Daida Ruano Moreno | Laure Treboux |

### Freestyle
| Datum               | Ort         | 1. Platz             | 2. Platz      | 3. Platz       |
| ------------------- | ----------- | -------------------- | ------------- | -------------- |
| 20.07. – 30.07.2012 | Costa Calma | Sarah-Quita Offringa | Laure Treboux | Arrianne Aukes |

### Slalom
| Datum               | Ort             | 1. Platz                    | 2. Platz                    | 3. Platz                    |
| ------------------- | --------------- | --------------------------- | --------------------------- | --------------------------- |
| 19.04. – 24.04.2012 | Reggio Calabria | Karin Jaggi                 | Lena Erdil                  | Valérie Arrighetti-Ghibaudo |
| 05.05. – 11.05.2012 | Ulsan           | Valérie Arrighetti-Ghibaudo | Karin Jaggi                 | Delphine Cousin             |
| 27.08. – 01.09.2012 | Alaçatı         | Sarah-Quita Offringa        | Valérie Arrighetti-Ghibaudo | Karin Jaggi                 |

## Nationencup
| Rang | Land        | Punkte |
| ---- | ----------- | ------ |
| 01   | Frankreich  | 8,7    |
| 02   | Schweiz     | 16,5   |
| 03   | Niederlande | 22     |
| 04   | Spanien     | 22,7   |
| 05   | Venezuela   | 23,5   |

## Konstrukteurscup
| Rang | Firma        | Punkte |
| ---- | ------------ | ------ |
| 01   | Starboard    | 3,4    |
| 02   | Tabou        | 8      |
| 03   | Fanatic      | 9,7    |
| 04   | JP Australia | 12     |
| 05   | Patrik       | 14     |

| Rang | Firma       | Punkte |
| ---- | ----------- | ------ |
| 01   | Neil Pryde  | 4,4    |
| 02   | Gaastra     | 6,7    |
| 02   | North Sails | 11     |
| 04   | Severne     | 12     |
| 05   | Point-7     | 22     |

| Rang | Firma       | Punkte |
| ---- | ----------- | ------ |
| 01   | Neil Pryde  | 4,4    |
| 02   | Gaastra     | 6,7    |
| 02   | North Sails | 11     |
| 04   | Severne     | 12     |
| 05   | Point-7     | 22     |